# 聖老楞佐主教座堂 (特羅吉爾)
特羅吉爾主教座堂是位於克羅埃西亞城市特羅吉爾的一座羅馬天主教教堂，在外觀上為哥特式建築。現在特羅吉爾主教座堂是這座城市的標誌性建築之一。教堂的歷史可以追溯至12世紀。它是世界遗产“历史名城特罗吉尔”的一部分。

## 图集

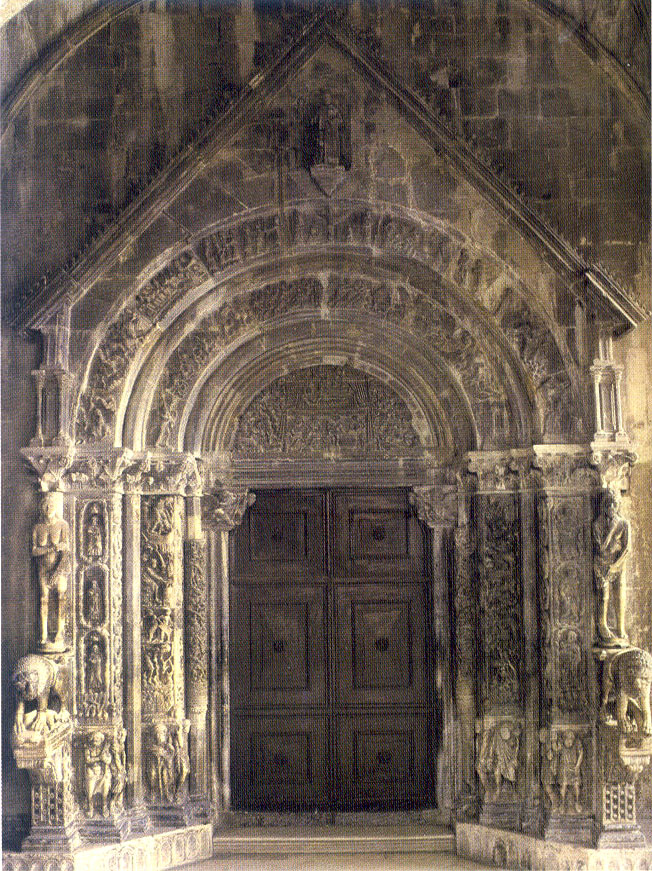
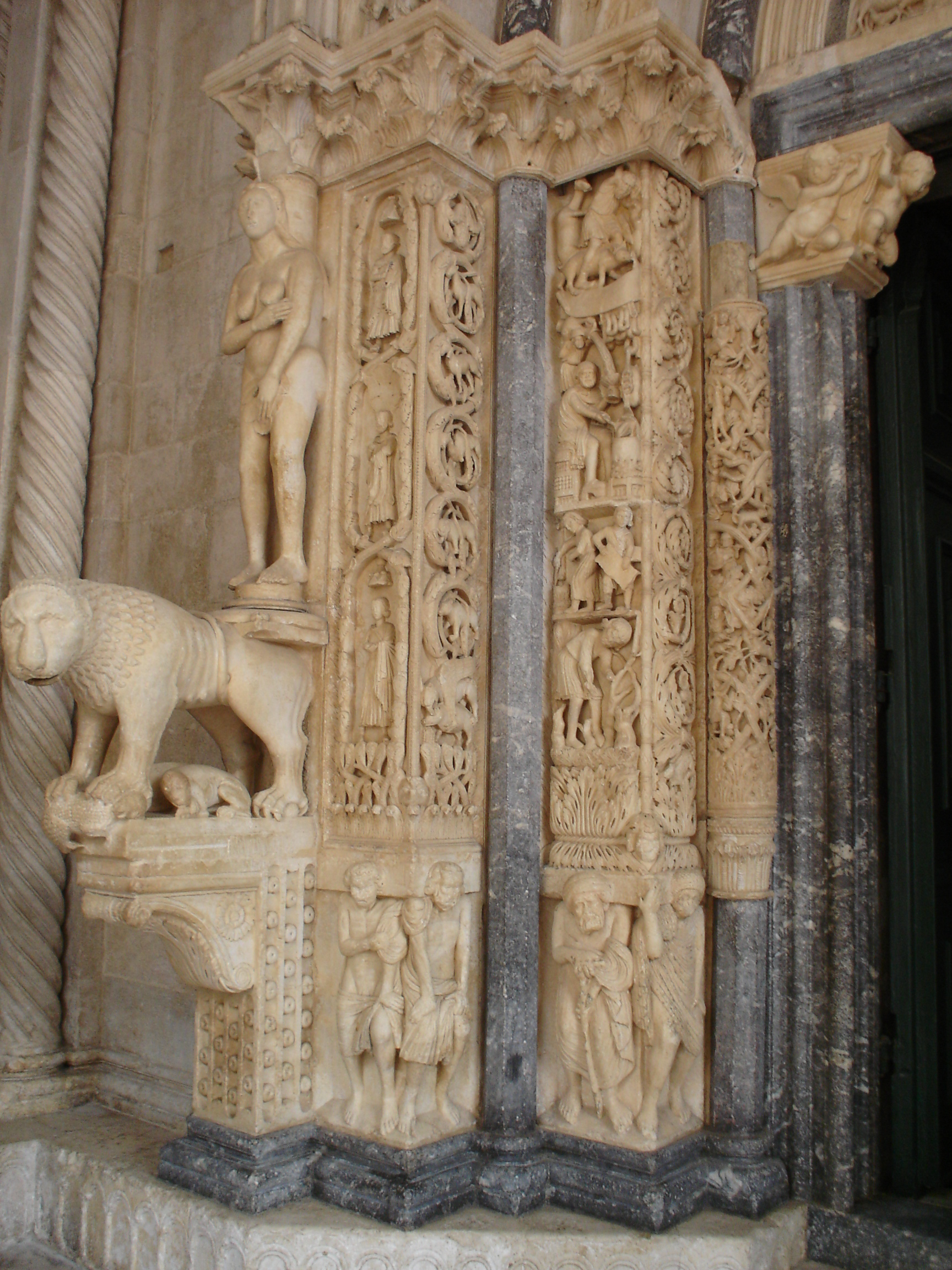
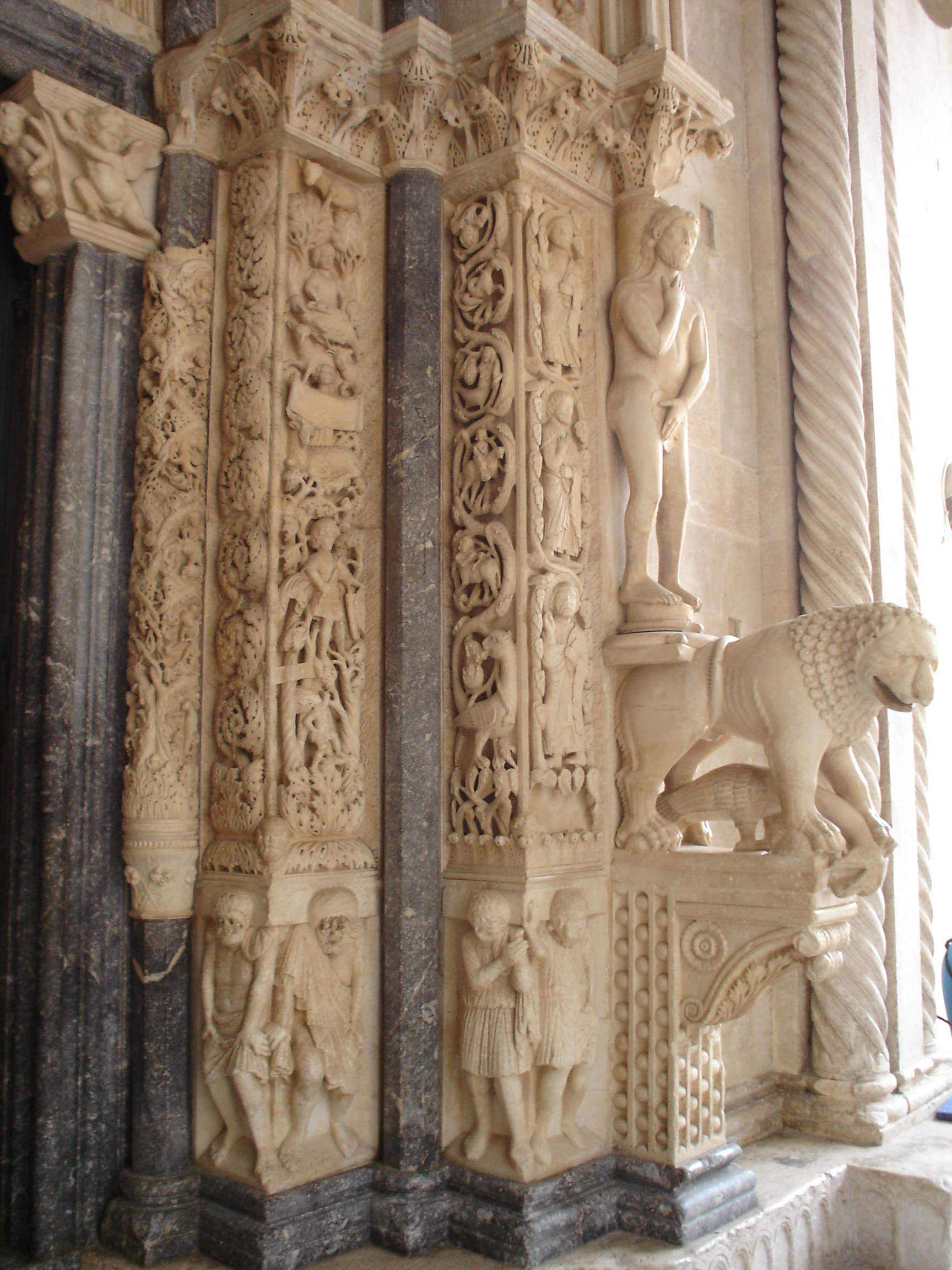
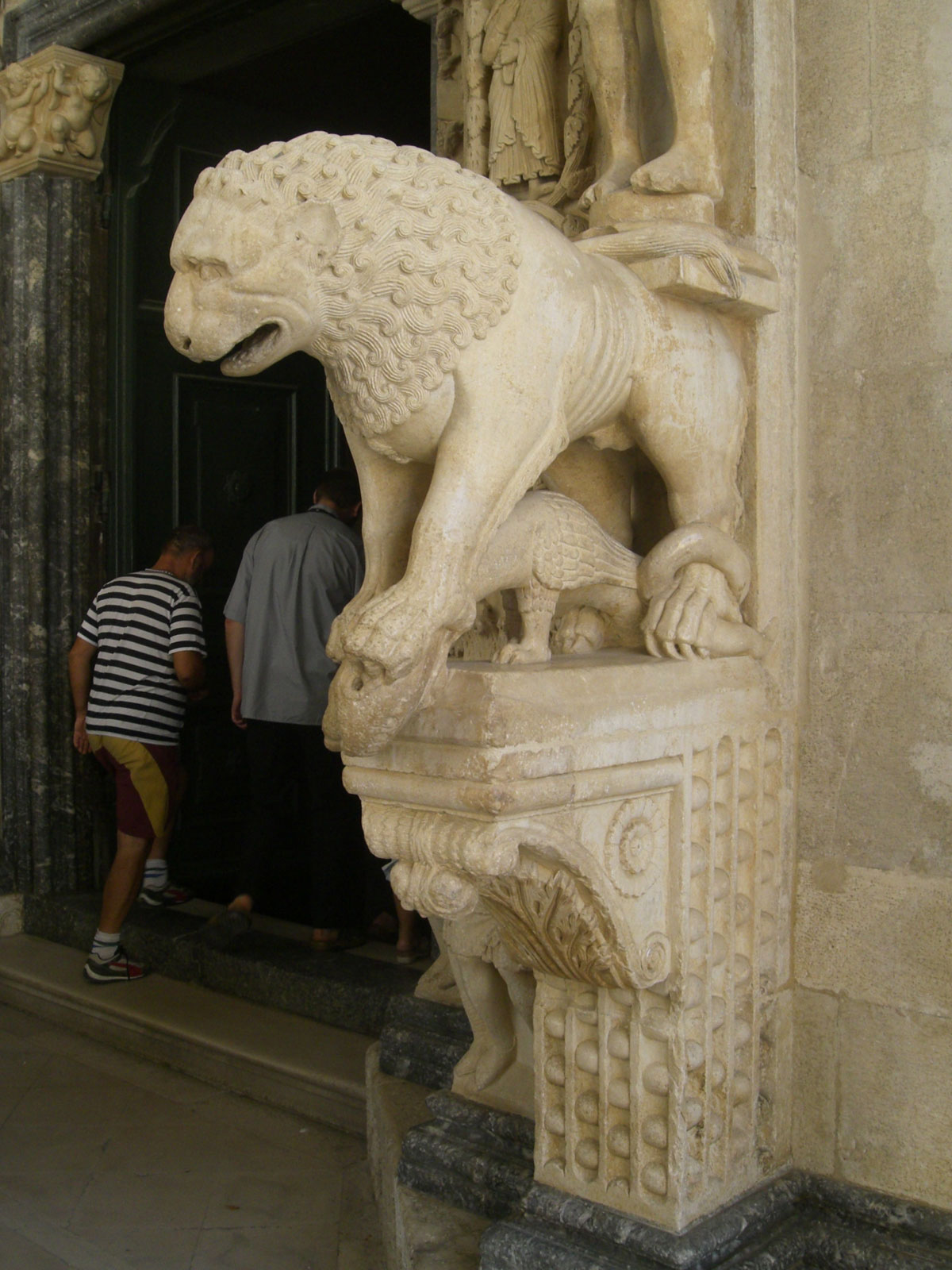
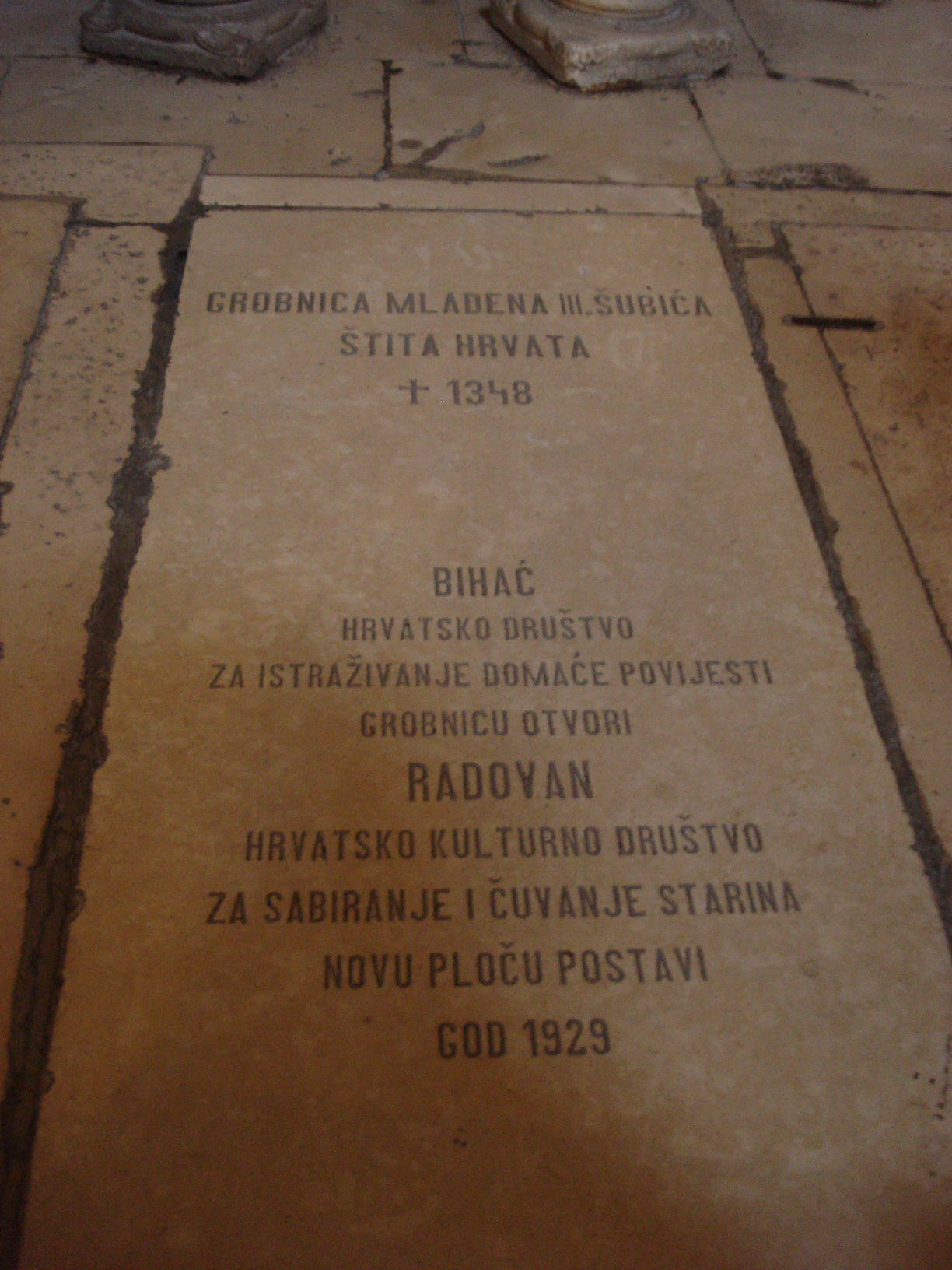